# Amylotheca
Amylotheca es un género de plantas fanerógamas perteneciente a la familia Loranthaceae. Son arbustos originarios desde Malasia y Tailandia hacia el este y hacia el sur de Sumatra, Borneo, Nueva Guinea, Australia, Nueva Caledonia y las Nuevas Hébridas. 

## Taxonomía
El género fue descrito por Philippe Édouard Léon Van Tieghem y publicado en Bull. Soc. Bot. France  41: 262 en el año 1894. La especie tipo es Amylotheca dictyophleba (F.Muell.) Tiegh.

## Especies
- Amylotheca acuminatifolia Barlow
- Amylotheca densiflora Danser
- Amylotheca dictyophleba (F.Muell.) Tiegh.
- Amylotheca duthieana (King) Danser
- Amylotheca subumbellata Barlow